# Тонюки
Тонюки — батько Яків (1903 — 58), син Василь (* 1928) та учень Дмитро (* 1924), народні майстрі декоративного різьблення на дереві в селі Річка (Гуцульщина). Декоративні тарілки, скриньки, рами, альбоми, барильця, кубки, іноді з інкрустацією та випалюванням. Праці Тонюків відомі в Україні і за кордоном; зберігаються в музеях Києва, Львова, Івано-Франківська, Коломиї.